# Mano Negra
Mano Negra var en fransk musikgrupp som bildades 1987 av bröderna Manu och Antoine Chao och deras kusin Santiago Casariego. Deras första album hette Patchanka och kom ut i juni 1988. En av låtarna heter King Kong Five. Efter bandets splittring 1995 har Manu Chao fått en framgångsrik solokarriär.
Namnet Mano Negra kommer från en spansk anarkistisk organisation, La Mano Negra. Det betyder "den svarta handen".

## Diskografi
- 1988 – Patchanka
- 1989 – Puta's Fever
- 1991 – King of Bongo
- 1991 – Amerika perdida (samling)
- 1992 – In the Hell of Patchinko (live)
- 1994 – Casa Babylon
- 1998 – Best of Mano Negra (samling)
- 2004 – L'Essentiel (samling)